# Eren Hacısalihoğlu
Eren Hacısalihoğlu (ur. 5 czerwca 1986 w Trabzonie) – turecki aktor telewizyjny i filmowy.

## Życiorys
Urodził się w Trabzonie nad Morzem Czarnym. Był jedynakiem, ale zawsze marzył o rodzeństwie. Jego matka pracowała w banku, a ojciec był budowlańcem. Podczas nauki w liceum, dostał się go grupy profesjonalnych śpiewaków i aktorów. Występował w wielu miastach w musicalach Sława i West Side Story. Podjął studia na inżynierii lądowej. Po drugim roku studiów, wyjechał na wakacje do Bodrum, gdzie spotkał jednego z artystów z grupy musicalowej, który doradził mu, by przeniósł się na aktorstwo. Ukończył Konserwatorium na Haliç University.
W 2011 pierwsze doświadczenie aktorskie zdobył w serialu Mavi Kelebekler.
Spotykał się z Selin Şekerci i Feyzą Çipą.

## Wybrana filmografia

### filmy fabularne
- 2016: Ates jako Yavrum
- 2017: Sümela'nin Sifresi 3: Cünyor Temel

### seriale TV
- 2011: Mavi Kelebekler jako Dejan Staniç
- 2012: Benim İçin Üzülme
- 2015: Kalbim Ege'de Kaldi jako Yaman Eryaman
- 2015: Tylko z tobą (Asla Vazgeçmem) jako Sinan Demirer
- 2016: Ask Yalani Sever
- 2017-2018: Payitaht Abdülhamid jako Kemalettin Pasa